# Шельві
Шельві (узб. Shilvi, Шилви) — міське селище в Узбекистані, в Каршинському районі Кашкадар'їнської області.
Статус міського селища з 2009 року.